# Armando Umberto Gianni
Armando Umberto Gianni OFMCap (ur. 23 września 1939 w Gragnoli) – włoski duchowny rzymskokatolicki, misjonarz, emerytowany biskup Bouar.

## Życiorys
Armando Umberto Gianni urodził się 23 września 1939 w Gragnoli we Włoszech. 21 września 1963 otrzymał święcenia prezbiteriatu i został kapłanem Zakonu Braci Mniejszych Kapucynów.
27 lutego 1978 papież Paweł VI mianował go biskupem nowo powstałej diecezja Bouar w Republice Środkowoafrykańskiej. 19 listopada 1978 przyjął sakrę biskupią z rąk arcybiskupa Bangi Joachima N’Dayena. Współkonsekratorami byli biskup Berbérati Alphonse-Célestin-Basile Baud OFMCap oraz emerytowany biskup Moundou Samuel-Louis-Marie-Antoine Gaumain OFMCap.
2 grudnia 2017 przeszedł na emeryturę.